# Тиляпии
Тиля́пии, или тила́пии (лат. Tilapia) — обобщённое устаревшее название для нескольких сотен видов рыб, относящихся к разным родам семейства цихлид.
В 1970-х годах в большой род тиляпии включали более ста видов, распространённых, в основном, в тропических областях. Впоследствии из старого рода Tilapia были выделены несколько самостоятельных родов: Oreochromis и Sarotherodon, а также в качестве напоминания о тиляпии остались несколько небольших родов семейства цихловых, таких как геротиляпия (лат. Gerotilapia), хилотиляпия (лат. Chilotilapia), хоплотиляпия (лат. Choplotilapia), астатотиляпия (лат. Astatotilapia), хромидотиляпия (лат. Chromidotilapia), петротиляпия (лат. Petrotilapia), офтальмотиляпия (лат. Ophtalmotilapia), паратиляпия (лат. Paratilapia), оксиляпия (лат. Oxilapia) и ксенотиляпия (лат. Xenotilapia), виды которых до сих пор именуются «тиляпиями» для простоты и привычности произношения. Один из примеров: Oreochromis niloticus (Нильская тиляпия), старейший вид, известный в литературе со времён Древнего Египта.

## Название
Название «тиляпии» в целом происходит от местного имени одной из крупнейших рыб этого семейства (на языке африканского племени, живущего в районе озера Малави).
Впрочем, по одному из исторических анекдотов, современное имя этой рыбе дал сам Аристотель, который, приехав в гости к своему ученику Александру Македонскому из Греции в Египет, отведав там эту рыбу на вкус и хлопнув от досады в ладоши, сокрушался по-древнегречески: «Тилапия! Тилапия!» (wiktionary:τῆλε, wiktionary:ἀπο-, wiktionary:-ία) — что означает: «Такая далёкая (рыба)!» (В том смысле, что «была бы ближе, каждый день бы так закусывал!»). В настоящее время в культуре известно множество наименований рыбы, например, как и обыкновенный солнечник, она известна под названием «рыба Святого Петра», подробности см. ниже в разделе «Культурный обзор» данной статьи. В просторечии также: «морской цыплёнок», «морская» или «речная курица» (не путать с морским петухом или сиамским петушком), «мусорная рыба», «африканский карась».

## Биологическое описание
Считается что род тиляпия в целом происходит из Малой Азии, отдельные виды имеют тропическое африканское происхождение однако постепенно (со временем и при помощи людей) представители рода широко распространились по всей Африке и большей части Азии и органично вошли там в местную пресноводную фауну. Включает в себя множество видов, подвидов, местных вариаций и натургибридов, часто очень близких, похожих друг на друга и с трудом различающихся. Тиляпии практически всеядны, отличаются неприхотливостью и высокой выносливостью к резким колебаниям условий существования. Внешний вид и поведение этих рыб является типичным для цихлид. Большинство видов образуют устойчивые «семейные пары», инкубируют икру и мальков во рту, обладают высокоразвитой сигнальной системой общения и ярко выраженным территориальным инстинктом.
Несмотря на то, что тиляпия может быть названа в полном смысле слова всеядной, разные виды несколько отличаются по способу и характеру питания. Например, тиляпия мозамбикская, ауреа, мери и нильская абсолютно всеядны. У таких видов, как тиляпия галилейская, мясистая и макрочире наблюдается акцент в сторону питания растительным планктоном. А в рационе тиляпии меланоплеуры и цилли — и вовсе преобладает крупная водная растительность, они более других видов являются вегетарианцами. В научных исследованиях отмечается также особая роль полуразложившихся органических донных отложений в питании практически всех видов тиляпий, образ жизни которых вообще связан с непрерывным рытьём и «пережёвыванием» грунта. Можно предположить, что именно детритные аминокислоты являются своеобразным ускорителем роста тиляпий, которые развиваются очень быстро и в среднем достигают половой зрелости уже до года (самцы несколько опережают самок). При благоприятных условиях и при температуре воды 25 — 30° дальнейший нерест может происходить регулярно, примерно раз в месяц.
Большинство видов тиляпий (в основном из рода ореохромис) после икрометания сразу забирают икру в рот и долгое время (до месяца) «высиживают» икру и мальков во рту, с каждым днём всё дольше и дальше выпуская их на кормление и, таким образом, постепенно приучая с самостоятельному образу жизни. Пожалуй, этот способ защиты икры и мальков от хищников можно назвать идеальным. Кроме того, естественный инкубатор во рту у родителей защищает потомство от грибковой и прочей болезнетворной флоры. Слизистая оболочка ротовой полости взрослой рыбы вырабатывает секрет, угнетающе действующий на нежелательные микроорганизмы. Постоянно вентилируя и перебирая икру во рту, тиляпия ещё и отбраковывает «на ощупь» не оплодотворённые, ослабленные и заболевшие икринки, чем обеспечивает (методом своеобразного искусственного отбора) ровное и сильное потомство. Однако не все тиляпии инкубируют икру во рту. Некоторые виды (например, тиляпия цилли и зебровая тиляпия) мечут икру традиционным для рыб образом, в грунт или на камни, впоследствии бдительно и агрессивно охраняя территорию.
Такой образ жизни и индивидуалистические наклонности приводят к тому, что при содержании в аквариуме тиляпии драчливы и сильно роются в грунте, не допуская на «свой участок» ни одной чужой рыбы, а зачастую и не оставляя в окрестностях ни одного растения. Для содержания тиляпий требуется весьма просторный аквариум с небольшим количеством сильных растений и многочисленными укрытиями и лабиринтами из камней. Рыбы общительны, отличаются жизнерадостным характером и очень богатым поведением. Они с готовностью реагируют на своего хозяина, привязываются к нему, отличают от прочих людей и с лёгкостью вырабатывают многочисленные и сложные условные рефлексы, не уступая в этом отношении большинству привычных домашних животных. Кроме того, почти все виды тиляпий обладают ещё и скрытым гермафродитизмом и при необходимости имеют способность к постепенной перемене пола (чаще от самки к самцу) в результате сложного сочетания внешних и внутренних факторов. По всем перечисленным причинам тиляпии являются излюбленным материалом для биологических исследований в области зоопсихологии и подводной акустики.
В качестве неприхотливой и интересной аквариумной рыбы разные виды тиляпии известны ещё с XIX века (и даже в России). Вот что, к примеру, в 1885 году писал о разведении в домашних условиях тиляпии цилли известный любитель и, одновременно, натурфилософ, Николай Золотницкий:

Рыба эта гораздо более спокойная и далеко не такая злая, как остальные цихлиды. Не мечется при приближении человека к аквариуму, подплывает к тому, кто её кормит, и во время нереста никогда не бросается, чтобы укусить.
Аквариум требует средней величины и без растительности. Но питается главным образом только растениями, особенно мягкими, вроде Elodea densa, которую поэтому следует класть в аквариум ветками и пучками. Ест, впрочем, дафнию и мотылей.

Мечет икру на очищенное от сора песчаное дно, а если поставить на него перевёрнутую вверх дном плоскую миску или даже поддонник, то и на них. Икра клейкая.— Николай Золотницкий, «Аквариум любителя»

## Промышленное выращивание
В гастрономическом отношении тиляпия стала очень популярной благодаря нежному вкусу белого мяса с высоким содержанием белка и низким содержанием жиров.
Тиляпия очень неприхотлива к условиям содержания, температуре и качеству воды. Практически все виды тиляпии могут жить, нормально развиваться и размножаться в пресной, солоноватой и даже морской воде, что является весьма редким для рыб свойством. Несмотря на то, что большинство тиляпий — тропические рыбы, некоторые виды могут существовать при весьма широком диапазоне температур (от 10 до 45° максимум). Также выносливы тиляпии и к пониженному содержанию кислорода в воде. Несмотря на то, что они — типичные донные рыбы, при необходимости они могут подниматься в поверхностный слой и дышать, прогоняя через жабры воду из поверхностного слоя воды, более насыщенного кислородом, благодаря соприкосновению с приповерхностным слоем воздуха.
Сегодня тиляпию культивируют очень широко, её можно обнаружить в искусственных водоёмах почти во всех странах Африки, Юго-Восточной и Центральной Азии, а также в большинстве стран Латинской Америки, США и даже в некоторых европейских странах. В больших количествах тиляпия выращивается также и в КНР, откуда экспортируется в промышленных объёмах. Наряду с толстолобиком, тиляпию выращивают в геотермальных водах и охладительных бассейнах АЭС. В США специально для промышленного рыбоводства был выведен неприхотливый и быстрорастущий гибрид, так называемая «тиляпия красная», представляющая собой помесь альбиносных форм тиляпии мозамбикской и тиляпии нильской. Помимо этого гибрида, в промышленных целях выращиваются также такие природные виды, как тиляпия золотая, галилейская, меланоплеура и макрочире. Сегодня тиляпия выходит на второе место в мире после карпа по значению — как объект пресноводного рыборазведения.

## Культурный обзор
Тиляпия из-за своей выносливости и всеядности в исторические времена была чрезвычайно распространена и встречалась практически по всему бассейну Нила. Благодаря своему яркому, запоминающемуся образу жизни и поведению она, (наряду с подвидом тетраодона - фахаком) была самой распространённой разновидностью рыб в египетской письменности и искусстве. Несмотря на довольно невзрачный внешний вид, отсутствие ярких плавников или контрастной окраски, для тиляпии нильской ещё со времён Древнего Царства около домов и в парках строили специальные бассейны, в которых их разводили и содержали, как священное (тотемное) животное. Первые известные фрески с изображениями этих рыб, находящихся в искусственных водоёмах, относятся к XV веку до нашей эры (времена царицы Хатшепсут и Аменхотепа II), но они, несомненно, могли существовать и ранее.
Более того, тиляпию нильскую не только содержали в богатых домовладениях и изображали на стенах гробниц, её формализованный образ прочно вошёл в древнеегипетскую письменность в качестве одного из составных иероглифов. Сам по себе иероглиф, соединявший в себе два значка, расположенных друг над другом: вода и рыба с высоким плавником (тиляпия нильская) расшифровывался как слог «инт». Постепенно упрощаясь и видоизменяясь вместе с развитием письменности, этот иероглиф во времена Среднего и Позднего Царства произносился уже как «ин», а в египетской скорописи имел вид двух кривых полос, расположенных друг над другом (одна из этих полос в форме петли — изображала тиляпию).
Самка этого вида имеет яркую особенность поведения, прекрасно известную зоологам. От всех опасностей и превратностей судьбы она спасает сначала икру, а потом и стайку проклюнувшихся мальков — у себя во рту. При этом она проявляет чудеса самоотверженности и иногда более недели не принимает пищи. Эта поразительная особенность не ускользнула от внимания наблюдательных египтян и многократно была воспроизведена в качестве одного из излюбленных сюжетов настенных росписей, орнаментов и мелких декоративных изделий. Нередко самые разные предметы представляют собой натурально воспроизведённый или стилизованный мотив, где хорошо узнаваемые образы тиляпии, расположенные в круге или друг напротив друга, касаются ртом небольшого шарового скопления, в котором легко можно опознать в той или иной степени формализованный образ слипшейся икры.
Как это довольно часто случалось, весьма далёкий от оригинала (и искажённый) отклик на наблюдения египтян о необычном поведении нильской тиляпии можно найти у Геродота. В его полуфантастическом изложении этот сюжет выглядел примерно так: когда самки некоторых крупных рыб спускались по Нилу к морю, в момент оплодотворения они глотали семя, извергаемое самцами, а те, в свою очередь, наоборот, забирали в рот икру, оставленную самками в реке на обратном пути.
Можно сделать вывод, что знание именно этой интереснейшей особенности размножения и защиты потомства, а также развитая символика изображений нильской тиляпии сказалась в том числе и на образах религии египтян. Зарождение новой жизни, следующее за ним поглощение (тьма) и новое возрождение на свет, которое происходит немного позднее, на самом деле является аллегорией основных элементов суточного солнечного цикла, в котором небесная мать поглощает светило (шар жизни) на закате и даёт ему рождение на рассвете. Кроме того, эта тема объясняет другой весьма распространённый декоративный мотив, в котором тиляпия, представленная с цветком лотоса во рту, является общеизвестным символом возрождения, новой жизни после смерти.
Ещё один замечательный сюжет, связанный с тиляпией, правда, в сочетании с другой небольшой нильской рыбой — латесом, довольно часто можно встретить в гробницах или настенных росписях, так или иначе посвящённых погребальным обрядам. Главный герой этой сцены, умерший человек, изображается один или (чаще) в виде двух одинаковых фигур, вторая из которых его двойник (или «ка»). Стоя на берегах Нила друг напротив друга, эти двое, по всей видимости, занимаются рыбной ловлей, причём один из них всегда ловит тиляпию, а второй — латеса. В аллегорической форме эта картина означает неизбывный выбор человека между своей душой вчерашней и завтрашней, между путём земной жизни и дорогой мира иного.
Довольно часто символика египетских фресок переходила в образы раннего и средневекового христианства. Самым известным примером в этом смысле являются дошедшие до наших времён фрески базилики Марии Магдалины в Везле 1120 года постройки. Те же самые две рыбы — тиляпия и латес — нарисованы во втором знаке большого Зодиака, обрамляющего образ «Христа в силах» как символ власти над миром здешним и загробным.
Несколько более скромные легенды связаны с «библейским» и «евангельским» прошлым рыбы-тиляпии. В частности, одно из самых распространённых сегодня ресторанных названий тиляпии выглядит так: Рыба Святого Петра. В Израиле ее называют амнун (ивр. אמנון‎, «рыба-мать») или мушт (ивр. מושט‎, от араб. سمك المشط‎, «гребенчатая рыба»). По евангельскому преданию, тиляпию много раз ловил Святой Пётр, который по первой своей профессии был рыбаком. У нескольких видов тиляпии, живущих в водоёмах Израиля, за жабрами можно заметить два тёмных пятна — якобы оставшиеся навсегда следы пальцев апостола Петра (в частности, такие пятна, возникающие и пропадающие в зависимости от состояния рыбы и освещения, имеет Sarotherodon galilaeus, или тиляпия галилейская). По всей вероятности, именно этот вид тиляпии дважды упомянут в Евангелии, в частности, в знаменитой притче о том, как на озере Кинерет (где в изобилии водится тиляпия галилейская) Иисус накормил пять тысяч голодных пятью хлебами и двумя рыбами (Евангелие от Марка, 6:32-44). Другая легенда гласит о том, как Петр нашел во рту рыбы монету (Евангелие от Матфея, 17:27). Очевидно, что вероятность найти инородный предмет во рту у тиляпии выше, чем у других рыб  —  самка или оба родителя, защищая потомство от хищников и других опасностей, «высиживают» икру и мальков во рту около месяца, когда мальки достаточно подрастут, чтобы вести самостоятельный образ жизни, рыба, чтобы освободиться и протолкнуть мальков, способных жить самостоятельно, берет в рот какой-либо предмет — обычно гладкий камень, и этот предмет некоторое время остается на месте, которое раньше занимали рыбки, и бывает даже, что и застревает во рту. Современные рыбаки, занимающиеся ловлей на Галилейском озере, иногда во рту «Петровской рыбы» находят различные предметы, в том числе и монеты. Исключением являются только тиляпии, которые не вынашивают икру и мальков во рту, а роют для этого ямы в иле.
Позднее, с перемещением центра цивилизации на север, тиляпия постепенно утрачивает своё значения символа и знака для культуры: как повседневной, так и высокой. Ортодоксальная идеология христианства не приветствовала излишнего «анимализма», а здоровая практичность европейских бюргеров привела скорее к тому, что можно прочитать во второй главе данной статьи о промышленном выращивании и возрастающем экономическом значении деликатесного мяса этой рыбы. Потому культурные артефакты Нового и Новейшего времени, когда тиляпия каким-то образом всплывала бы в произведениях искусства и литературы, довольно бедны. Из таковых, пожалуй, можно было бы назвать картину известнейшего художника-сюрреалиста Рене Магритта «Соучастие» с изображением окаменевшей исполинской тиляпии (1965 год) и фильм режиссёра Безрукова «Шагреневая кость» (1993 год), в котором тиляпия мозамбикская снялась в одной из ролей второго плана.

## Виды
- Род Coptodon, часто с красной окраской груди и брюха, исключительно либо преимущественно растительноядны.
  - Tilapia bemini Thys van den Audenaerde, 1972 — современное название Coptodon bemini
  - Tilapia cameronensis Holly, 1927
  - Tilapia camerunensis Lönnberg, 1903
  - Tilapia coffea Thys van den Audenaerde, 1970
  - Tilapia congica Poll & Thys van den Audenaerde, 1960
  - Tilapia dageti Thys van den Audenaerde, 1971
  - Tilapia deckerti Thys van den Audenaerde, 1967
  - Tilapia discolor (Günther, 1903)
  - Tilapia guineensis (Günther, 1862)
  - Tilapia kottae Lönnberg, 1904
  - Tilapia louka Thys van den Audenaerde, 1969
  - Tilapia margaritacea Boulenger, 1916
  - Tilapia nyongana Thys van den Audenaerde, 1971
  - Tilapia rendalli (Boulenger, 1897)
  - Tilapia tholloni (Sauvage, 1884)
  - Tilapia walteri Thys van den Audenaerde, 1968
  - Tilapia zillii (Gervais, 1848)
- Подрод Dagetia
  - Tilapia rheophila Daget, 1962.
- Подрод Heterotilapia; характерны 7—8 тёмных полос на теле.
  - Tilapia buttikoferi (Hubrecht, 1881).
  - Tilapia cessiana Thys van den Audenaerde, 1968.
- Подрод Neotrewavasiai
  - Tilapia guinasana Trewavas, 1936.
- Подрод Pelmatolapia; молодые особи с вертикально-полосатой раскраской
  - Tilapia bilineata Pellegrin, 1900.
  - Tilapia brevimanus Boulenger, 1911.
  - Tilapia busumana (Günther, 1903).
  - Tilapia cabrae Boulenger, 1899.
  - Tilapia mariae Boulenger, 1899.
- Подрод Tilapia
  - Tilapia sparrmanii Smith, 1840.
- incertae sedis
  - Tilapia bakossiorum Stiassny, Schliewen & Dominey, 1992.
  - Tilapia baloni Trewavas & Stewart, 1975.
  - Tilapia bythobates Stiassny, Schliewen & Dominey, 1992.
  - Tilapia flava Stiassny, Schliewen & Dominey, 1992.
  - Tilapia gutturosa Stiassny, Schliewen & Dominey, 1992.
  - Tilapia imbriferna Stiassny, Schliewen & Dominey, 1992.
  - Tilapia ismailiaensis Mekkawy, 1995.
  - Tilapia jallae (Boulenger, 1896).
  - Tilapia joka Thys van den Audenaerde, 1969.
  - Tilapia ruweti (Poll & Thys van den Audenaerde, 1965). .
  - Tilapia snyderae Stiassny, Schliewen & Dominey, 1992.
  - Tilapia spongotroktis Stiassny, Schliewen & Dominey, 1992.
  - Tilapia thysi Stiassny, Schliewen & Dominey, 1992.